# Physalis glabra
Physalis glabra är en potatisväxtart som beskrevs av George Bentham. Physalis glabra ingår i släktet lyktörter, och familjen potatisväxter. Inga underarter finns listade i Catalogue of Life.